# Casa de Wieladingen
Casa de Wieladingen a fost o familie nobiliară alemanică. Aceasta a avut numeroae posesiuni în zona munților Pădurea Neagră de sud, fiind vasala abației Säckingen. În secolul al XIV-lea casa și-a pierdut puterea politică și a fost nevoită să își vândă toate posesiunile din zonă. Casa se va stinge nu mult timp mai târziu, rămânând fără membrii masculini.